# Carlentini
Carlentini là một đô thị (comune) ở tỉnh Siracusa, vùng Sicilia của Ý. Đô thị Carlentini có diện tích 157 km2, dân số thời điểm 31 tháng 5 năm 2007 là 17.509 người.
Các đơn vị dân cư:
Carlentini giáp với các đô thị: